# Royal Society Open Science
Royal Society Open Science es una revista científica  de acceso abierto revisada por pares publicada por la Royal Society desde septiembre  de 2014. Su lanzamiento se anunció en febrero de 2014.
Cubre todos los campos científicos y publica todos los artículos qué son científicamente sonados, dejando cualquier juicio sobre impacto al lector. A 2017 el editor-en-jefe, Jeremy Sanders, se mantiene respaldado con un equipo de editores temáticos y editores asociados. Por su parte la revisión por pares para la sección de química de la revista está dirigida por la Sociedad Real de Química.
Los artículos publicados en Royal Society Open Science son regularmente cubiertos en los medios de comunicación dominantes, como BBC News y The Independent .
La revista es indexeda por un gran número de servicios, incluyendo PubMed, Scopus y el Directorio de Revistas de Acceso Abierto.
En enero de 2018, el cargo de procesamiento de cada artículo es de 900 GBP , 1260 USD o 1080 EUR.